# Adhemar de Monteil

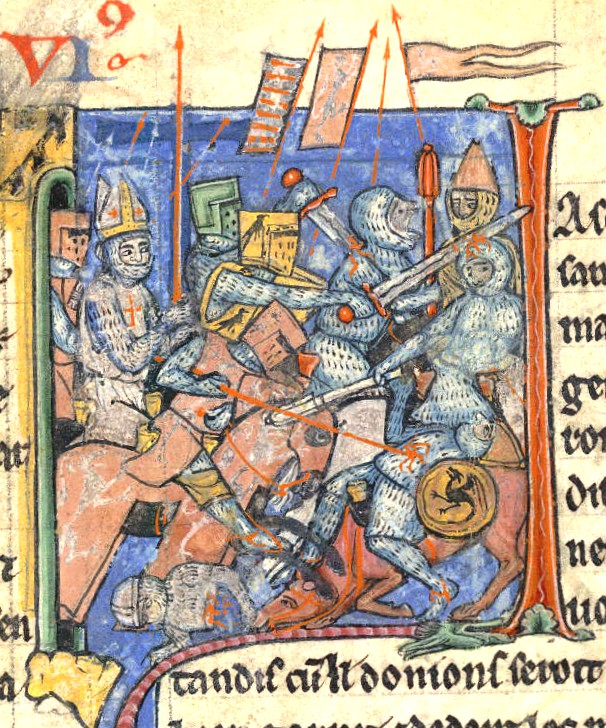
Adhemar de Monteil (im Bild links) mit der heiligen Lanze in der Hand; Darstellung in einer Handschrift aus dem 13. Jahrhundert

Adhemar de Monteil (auch bekannt als Adémar, Aimar, oder Aelarz) († 1. August 1098 in Antiochia) war Bischof von Le Puy-en-Velay und gewählter geistlicher Führer des Ersten Kreuzzugs.
Auf der Synode von Clermont 1095 zeigte Adhemar so großen Eifer für den Kreuzzug, dass er von Papst Urban II. zum Apostolischen Legaten ernannt und mit der Leitung des Kreuzzugs beauftragt wurde. Während Raimund IV. von Toulouse und die anderen Adligen sich oft um die Führerschaft stritten, war Adhemar in Urbans Augen der tatsächliche Leiter des Unternehmens, da er es als einen geistlichen Feldzug ansah.
Adhemar verhandelte mit Alexios I. Komnenos in Konstantinopel, stellte in Nicäa die Disziplin unter den Kreuzfahrern wieder her, und war in weiten Teilen für die erfolgreiche Belagerung Antiochias verantwortlich. Nach der Einnahme der Stadt im Juni 1098 und der anschließenden Belagerung durch Kerboga organisierte Adhemar eine Prozession durch die Straßen und ließ die Tore blockieren, so dass die Kreuzfahrer, die in Panik gerieten, die Stadt nicht mehr verlassen konnten. Er stand Peter Bartholomäus’ Entdeckung der Heiligen Lanze in der Stadt äußerst skeptisch gegenüber, zumal er wusste, dass eine derartige Reliquie bereits in Konstantinopel verehrt wurde. Dennoch war er gewillt, die Armee glauben zu lassen, dass sie echt sei, zumal sie die Moral der Soldaten hob.
Als Kerboga geschlagen war, richtete Adhemar ein Konzil aus, um die Diskussionen in der Führung zu beenden, starb aber bereits am 1. August, vielleicht an Typhus. Die Streitigkeiten zwischen den hohen Adligen gingen weiter und der Weitermarsch nach Jerusalem wurde dadurch um Monate verzögert.
Für die einfachen Fußsoldaten hingegen blieb Adhemar weiterhin der Anführer, zumal einige von ihnen seinen Geist während der Belagerung Jerusalems (1099) gesehen haben wollten und berichteten, er habe sie angewiesen, einen Umzug um die Mauern durchzuführen. Der Umzug fand statt und Jerusalem wurde von den Kreuzfahrern erobert.
Als Papst Urban 1098 von Ademars Tod erfahren hatte, ernannte er Erzbischof Dagobert von Pisa zu dessen Nachfolger als Kreuzzugslegat, allerdings erreichte dieser das Heilige Land erst nach der Eroberung Jerusalems.

## Rezeption
Adhémar de Monteil ist eine der Hauptfiguren in Giuseppe Verdis Oper Jérusalem, die 1847 in Paris uraufgeführt wurde.